# Böllja
Böllja var en svensk adelsätt.
Ätten tillhörde den medeltida Bölljaätten Bölja från Uppland via mödernet. Äldste stamfadern, Claus Stensson, var ofrälse och gift med en dotterdotter till Nils Tomasson (Bölja) och Karin Kettilsdotter, som var ättling till Bjälboätten. Sonen Sten Classon till Täby var efter en militär karriär ståthållare på Jönköpings hus när han adlades av Gustav II Adolf med tillåtelse att anta namnet Böllja och dess heraldiska vapen efter mödernet. 1627 introducerades ätten på nummer 62. Första hustrun var prästdotter med vilken han fick sönerna Johan och Axel Böllja. Andra hustrun tillhörde ätten Månesköld af Seglinge med vilken han fick tre döttrar och sönerna Kettil och Claes Böllja.
Johan Böllja avled barnlös under ett krig i Polen 1656. Axel Böllja till Osmustad och Ölstad var kaptenlöjtnant vid Upplands infanteri, och fick två döttrar, båda gifta Nisbeth. Kettil Böllja till Täby, Brunna och Körlinge var ryttmästare och avled i Riga 1657, och hade med sin hustru Sophia Brautmüllern från Schlesien dottern Anna, hustru till Jacob Reenhielm. Claes Böllja var gift med en bonddotter, som enligt Gabriel Anrep, "djerfdes kalla sig Böllja"; dessa båda var dock barnlösa, och Claes Böllja slöt ätten på svärdssidan 1665.